# 가시와노촌
가시와노촌(柏野村)은 이시카와현 이시카와군에 설치되었던 촌이다.